# San Pedro (Barva)
San Pedro – dystrykt w Kostaryce, w kantonie Barva, w prowincji Heredia.

## Geografia
San Pedro ma powierzchnię 0,82 kilometrów kwadratowych i leży na wysokości 1176 m n.p.m.

## Demografia
Według zliczenia ludności w 2011 roku w dystrykcie San Pedro mieszkało 4 997 mieszkańców.

## Transport

### Transport drogowy
Przez dystrykt San Pedro biegną następujące drogi krajowe:
- Droga krajowa nr 126
- Droga krajowa nr 128